# Xã Lower Macungie, Quận Lehigh, Pennsylvania
Xã Lower Macungie (tiếng Anh: Lower Macungie Township) là một xã thuộc quận Lehigh, tiểu bang Pennsylvania, Hoa Kỳ. Năm 2010, dân số của xã này là 30.633 người.